# لیگ ملی (اسرائیل)
لیگ ملی یا لیگ لئومیت (به عبری: ליגה לאומית‎) دسته دوم لیگ فوتبال اسرائیل و پایین‌تر از لیگ برتر اسرائیل است.

## پیشینه
این لیگ در فصل ۵۵–۱۹۵۴ تاسیس شد و جای لیگ الف به عنوان بالاترین سطح فوتبال اسرائیل را گرفت. در ابتدای فصل ۲۰۰۰–۱۹۹۹ و در پی تاسیس لیگ برتر فوتبال اسرائیل این لیگ به سطح دوم هرم فوتبال این کشور تنزل یافت.